# Sebastian Ruthenberg
Sebastian Ruthenberg (Hamburg, 6 februari 1984) is een Duits professioneel pokerspeler. Hij won onder meer het $5.000 World Championship Seven Card Stud Hi/Lo van de World Series of Poker 2008 (goed voor een hoofdprijs van $328.762,-) en het €8.000 No Limit Hold 'em-toernooi van het European Poker Tour (EPT)-evenement in Barcelona 2008 (goed voor $1.941.401,-).
Ruthenberg won tot en met juli 2011 meer dan $3.400.000,- in pokertoernooien (cashgames niet meegerekend). Hij speelt online op PokerStars onder het pseudoniem taktloss47.

## Wapenfeiten
Ruthenberg begon in 2006 geldprijzen te winnen op pokertoernooien in Oostenrijk, Engeland en Duitsland. Daarbij won hij in oktober de Partypoker.com German Open Grand Final 2006 in Londen (goed voor $62.675,-). Drie maanden later won hij ook het €500 No Limit Hold'em-toernooi van het ICE Pokerturnier in Bremen ($14.341,-).
Ruthenbergs eerste geldprijs op de European Poker Tour was bijna ook goed voor zijn eerste EPT-titel. In het  €5.000 Main Event van de EPT Dortmund 2007 eindigde hij als derde, achter Andreas Hoivold en de Italiaan Cristiano Blanco. Dat leverde hem $288.283,- op, veruit zijn grootste prijs tot op dat moment. Ruthenberg werd vervolgens een vaste klant aan het prijzenloket van de European Poker Tour. Hij speelde zich naar het prijzengeld op de hoofdtoernooien van EPT Baden 2007 (hij werd tiende) en EPT Warschau 2008 (dertiende) om vervolgens de titel te winnen van EPT Barcelona 2008. Later dat jaar werd hij ook nog negende op de EPT Praag.
De World Series of Poker (WSOP) vormden in 2008 ook de eerste editie daarvan waarop Ruthenbergs zich in de prijzen speelde. Hij werd er 68e in het $2.500 No Limit Hold'em-toernooi en won één dag later zijn eerste WSOP-titel. Aan de finaletafel van het $5.000 World Championship Seven Card Stud Hi/Lo liet hij onder meer Chris Ferguson (tweede), Marcel Lüske (vierde), Annie Duke (vijfde), Steve Sung (zevende} en Howard Lederer (negende) achter zich. Hij speelde zich op de World Series of Poker 2011 voor het eerst in de prijzen in het Main Event. Zijn 55e plaats was goed voor $130.997,-.
Het C$10.000 No Limit Hold'em-toernooi van het North American Poker Championship in Ontario was in oktober 2008 het eerste toernooi van de World Poker Tour (WPT) waarop Ruthenberg zich in het geld speelde. Hij werd er 31e, goed voor $27.106,-.

## World Series of Poker-titel
| Jaar                       | Toernooi                                         | Prijs      |
| -------------------------- | ------------------------------------------------ | ---------- |
| World Series of Poker 2008 | $5.000 Seven Card Stud Hi-Low World Championship | $328.762,- |